# Canelas (Durango)
Canelas es una población del estado mexicano de Durango, ubicada en lo alto de la Sierra Madre Occidental, es cabecera del municipio del mismo nombre.

## Historia
La zona donde hoy se encuentra asentada la población de Canelas estuvo habitado originalmente por los acaxees, una de las tribus originarias de la región; el inicio de la presencia española en la zona de dio en el año de 1563 cuando Francisco de Ibarra atravesó la zona en su camino hacia Sinaloa y luego al descubrimiento del mineral de Topia, para cuya explotación fue necesario someter a los acaxees y que provocó su insurrección en el año de 1600, ante ello, fue necesario la fundación de más pueblos que pudieran servir como guarniciones, con esa intención, en 1601 el capitán Mateo Canelas fundó la población con el nombre de Real de San José de Canelas, continuó su desarrollo a lo largo del periodo colonial, datando su templo católico del año de 1763.
En el año de 1824, con la Independencia de México y la creación del estado de Durango, Canelas quedó integrada en el partido de Tamazula, hasta el año de 1905 es que recibió el grado de cabecera municipal, siendo creado el actual municipio en el año de 1917. Desde entonces y debido a su aislamiento el desarrollo de Canelas ha sido muy poco, siendo en la actualidad una pequeña población dedicada fundamentalmente a la agricultura de subsistencia; debido a esto se ha convertido en una de las zonas afectadas por el narcotráfico y que forma parte del denominado Triángulo dorado.

## Localización y demografía
Canelas se encuentra localizada en la zona noroeste del estado de Durango en una de las zonas más abruptas de la Sierra Madre Occidental a una altitud de 1,360 metros sobre el nivel del mar, sus coordenadas geográficas son 25°07′18″N 106°32′42″O / 25.12167, -106.54500; se encuentra a una distancia aproximada de 200 kilómetros al noroeste de la capital del estado, Victoria de Durango, la comunicación con el resto del estado es difícil por realizarse únicamente por medio de caminos de terracería el principal de los cuales lo une con la población de La Tembladora de Camellones de donde se continúa mediante carretera pavimientada hacia la ciudad de Santiago Papasquiaro.
De acuerdo a los resultados del Conteo de Población y Vivienda realizado en 2005 por el Instituto Nacional de Estadística y Geografía, la población total de Canelas es de 880 personas, de las cuales 429 son hombres y 451 son mujeres.